# Венценосный орёл
Венценосный орёл (лат. Stephanoaetus coronatus) — крупная птица семейства ястребиных. Размах крыльев 2 метра, вес около 7 кг. Единственный представитель своего рода, обитающий в лесных районах Африки. Охотится на животных размером до мелкой обезьяны (красный колобус) или мелкой антилопы (дукеры). Венценосный орел выслеживает свою жертву, сидя на дереве. Увидев подходящую добычу, он срывается с ветки и быстро летит вниз. Его атака молниеносна. На крупного зверя орлы охотятся парами: один его вспугивает, а другой ловит. Венценосный орел широко распространен в некоторых местах ареала, однако во многих странах его численность сокращается из-за разрушения его среды обитания человеком.

## Среда обитания
Венценосный орёл обитает как в густых, так и в редких лесах. Территория распространения вида протянулась от гвинейского залива до Капской провинции ЮАР, где орлы населяют саванны и полупустыни. В большинстве мест обитания птица встречается редко, однако в Кении и в Заире она распространена широко.

## Привычки
Венценосный орёл — самый крупный и темноокрашенный африканский лесной орёл. Графитово-чёрная спина и светлое, полосатое брюхо — отличный маскировочный наряд, позволяющий птице до нужного момента оставаться незамеченной. Орлы регулярно патрулируют границы своих владений, прогоняя других крупных хищных птиц. О своем присутствии на данной территории они сообщают громким криком. У орла, чувствующего приближение опасности, поднимаются перья на затылке.

## Пища
Венценосный орёл охотится на рассвете или поздним вечером. Он подкарауливает свою добычу, неподвижно сидя на дереве, затем внезапно бросается на животное, которое может быть в пять раз тяжелее его. Орлы часто охотятся парами: в то время как одна птица привлекает внимание добычи, вторая бесшумно нападает сзади. Не слишком тяжелую добычу орел уносит в гнездо или высоко на дерево, где съедает её полностью, вместе с костями. Крупную добычу он разрывает на земле на части, которые, одну за другой, уносит на дерево и съедает.

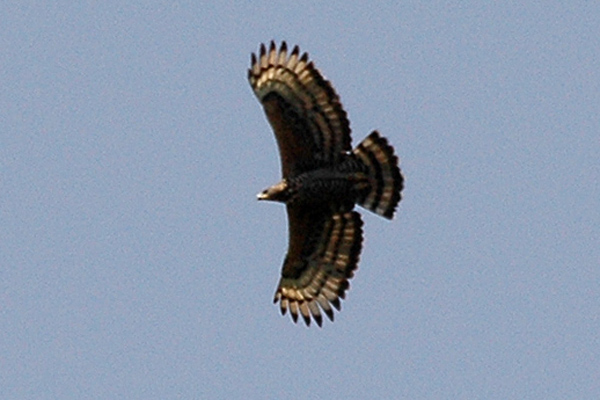
Парящий венценосный орел

В заповеднике Кивенгва-Понгве на холмах Матумби в Танзании голубая обезьяна наиболее представленный вид добычи, составляя 20% обнаруженных останков. В одном гнезде в предыдущем исследовании голубая обезьяна составляла более 90% останков.

## Размножение
Пара орлов живет вместе в течение многих лет. С началом гнездового периода первым брачный танец исполняет самец. Если самке танец понравился, то она присоединяется к танцору. Птицы словно играют друг с другом: самец летит по направлению к самке, а она вытягивает вперед когти. Они сцепляются когтями и исполняют акробатические трюки в воздухе.
Птицы, образовавшие пару, начинают строить из веток и хвороста гнездо. Гнездо размещается на верхних ветвях дерева, куда орлы в клювах приносят тонкие веточки, а толстые сучки они несут в лапах. Готовое гнездо выстилается зеленой мягкой травой. Строительство гнезда, достигающего 1,5—2 метра в диаметре, нередко длится около пяти месяцев. Пара венценосных орлов ежегодно затрачивает около трех месяцев на ремонт и расширение гнезда, которое постоянно увеличивается в размерах и нередко достигает более двух метров в ширину и трёх метров в высоту. В период засухи самка насиживает 2 яйца, а самец приносит ей пищу, изредка сменяя её в гнезде. Выживает только один птенец из выводка. Самка усердно оберегает малыша, часто нападая даже на своего партнера, который приносит пищу. Через 11 недель белый пух птенца постепенно сменяется перьями. А с 15—16 недель птенец уже становится на крыло. Начавший летать птенец продолжает зависеть от родителей. Птенцы орлов, родившиеся на востоке Африки, приобретают самостоятельность позже, чем их собратья из Южной Африки.

## Интересные факты
- Если орёл, находящийся в гнезде, чувствует приближение опасности, он может яростно атаковать не только бабуинов, хищников, но и людей.
- Взрослые обезьяны не боятся сидящего на дереве венценосного орла и даже дразнят его, хватая за ноги. Но при виде летящего орла они ведут себя намного осторожнее.
- Несмотря на свои довольно значительные размеры, венценосный орел ловко маневрирует среди деревьев в густом лесу.